# Болгары восхитились

Статья на сайте «РИА Новости», начинающаяся с фразы «Болгары восхитились»

«Болга́ры восхити́лись» (болг. Българите са възхитени) — пропагандистское клише, манипуляция государственных СМИ России и Белоруссии, а также интернет-мем. Публикации о «восхищённых болгарах» представляют собой подборки переведённых на русский язык анонимных комментариев к статье иностранного издания о чём-нибудь, связанном с Россией, — такой формат впервые появился в середине 2000-х годов на сайте «ИноСМИ.ру», а с осени 2020 года начал использоваться на сайте «РИА Новости». Подобные формулировки российские и белорусские СМИ используют для поддержания имиджа, укрепления веры уже подвергнутых пропаганде людей и убеждения несогласных, предоставив якобы внешнее подтверждение своим словам. Болгарские масс-медиа впервые обратили внимание на данный приём в июне 2021 года.

## История
Формат «анонимные комментарии к статье иностранного издания о чём-нибудь российском», к которому относится и фраза «болгары восхитились...», впервые появился в середине 2000-х годов на сайте новостного агрегатора «ИноСМИ.ру». При втором главном редакторе агрегатора, Марине Пустильник, формат потерял популярность, однако его переняло московское бюро The New York Times, приглашавшее своих читателей поделиться мнениями о прочитанных ими статьях, опубликованных на странице The New York Times в «Живом Журнале» (с переводом на русский язык). Издание обещало переводить мнения россиян, включая негативные, на английский, чтобы познакомить с иностранным общественным мнением читателей газеты. Однако данный проект прекратил работу в 2011 году ввиду постоянного троллинга в сообществе.
В 2012 году перевод комментариев читателей сайта «ИноСМИ.ру» снова обрёл популярность. Бывший главный редактор сайта Алексей Ковалёв создал на агрегаторе отдельную рубрику для данных переводов. С «ИноСМИ.ру» формулировки наподобие «восхищённых болгар» и «напуганных британцев» попали на сайт «РИА Новости», затем распространились в других связанных с государством СМИ. При этом на «ИноСМИ.ру», по состоянию на начало 2022 года, продолжают публиковаться как позитивные, так и негативные оценки действий России со стороны анонимных читателей зарубежной прессы.

## В пропаганде
Переводы болгарских комментариев «РИА Новости» начали публиковать с осени 2020 года на своём официальном аккаунте в «Твиттере» и на сайте, что может быть связано с ротацией внештатных переводчиков в «ИноСМИ». Агентство в материалах использует формулировку «болгары восхитились [российским чем-либо]» (также «болгары высказываются...», «болгары высмеивают...» и «болгары оценивают...»), вследствие чего она превратилась в интернет-мем.
В перепечатках «РИА Новости» материалов «ИноСМИ» отрицательные комментарии зачастую вычищаются. Так, материал «ИноСМИ» от 21 мая 2021 года, посвящённый реакции читателей «Daily Mail» на испытания российской гиперзвуковой ракеты «Острота», представлял реакцию иностранных комментаторов как в основном негативную:

Путин идёт презренной тропой деспотов на протяжении всей истории. Грозит собственному народу внешним врагом, чтобы отвлечь его от неудач дома.
— Ravfox. «Daily Mail» (перевод)
При этом «РИА Новости» в своём материале оставило лишь самые непопулярные комментарии под материалом от «Daily Mail», выражавшие испуг от испытаний ракеты.
Ответвлением клише о восхищённых иностранцах является фраза «[Иностранцы, чаще всего американцы] напуганы [российской военной разработкой]». Подобные материалы на сайте «РИА Новости» в основном ссылаются на статьи журнала «The National Interest», который, согласно американскому журналисту Мэтью Боднеру, занимается перепечатыванием пресс-релизов Министерства обороны Российской Федерации в заметки с громкими заголовками.
Авторы подобных пропагандистских статей (не только российских, но и белорусских) стараются показать якобы мнение большинства в той или иной стране (например, Болгарии или Германии) путём выборочного отбора комментариев. Авторы материала от «Европейского радио для Беларуси» считают, что подобными статьями российские СМИ стараются поддержать имидж, укрепить веру уже подвергнутых пропаганде людей и убедить несогласных, предоставив якобы внешнее подтверждение своим словам. Кроме того, хотя не все пророссийские комментарии оставлены интернет-ботами, пророссийская пропаганда часто цитирует однотипные заявления от одних и тех же аккаунтов. Журналисты «Европейского радио для Беларуси» приходят к выводу, что слова о «восхитившихся иностранцах» являются пропагандистским клише и манипуляцией со стороны государственных средств массовой информации.

## Интернет-мем
По данным TJ, уже в октябре 2021 года фраза «болгары восхитились...» стала интернет-мемом вследствие частого появления упоминаний читателей СМИ Болгарии (с осени 2020 по октябрь 2021 года издание нашло в твиттер-аккаунте «РИА Новости» около 25 новостей со ссылкой на болгар). «Болгары» негативно относились ко всему западному («критиковали» учения НАТО, «предсказывали» падение доллара и прочее), но «восхищались» Россией. При этом в 2020—2021 годах «РИА Новости» редко использовало конкретную формулировку «болгары восхитились...». В Рунете образ «восхищающихся болгар» начал использоваться в ироничных публикациях, где пользователи использовали фразу в абсурдных комбинациях, например «болгары восхитились российскими офшорами» или «...нерабочей неоплачиваемой неделей для россиян».

## Реакция в Болгарии
Впервые болгарские издания обратили внимание на явление «восхитившихся болгар» в июне 2021 года, когда об этом написала газета «OFFNews», отметив, что подобная стратегия экстраполяции мнения единичных читателей, которые могут быть и подставными, на всё население страны, якобы единогласно поддерживающее внешнюю политику России, применяется не только к болгарам, но и к американцам, британцам, китайцам, французам, японцам и иным народам. При этом авторы материала в «OFFNews» заявили, что не понимают, почему в российской пропаганде отводится столько места именно болгарам.
Автор статьи на «OFFNews» Георги Ангелов рассказал изданию «Медуза», что «ИноСМИ» и «РИА Новости» для создания статей про «восхищённых болгар» чаще всего ссылаются на сайт «Fakti.bg», принадлежащий болгарской компании «Резон Медиа», так как на нём очень слабая модерация комментариев к материалам.